# 追伸 (NESMITHの曲)
追伸（ついしん）は、2006年4月12日に発売されたネスミスのソロデビューシングルである。

## 概要
ASAYAN超男子。として仮デビューシングル「最後の夜 / I'll Be There」（ASAYAN超男子。堂珍・ネスミス）「最後の夜 / Stand By Me」（ASAYAN超男子。ネスミス・藤岡）のリリース、STEELのメンバーとしての活動してきたネスミスのソロ名義初のシングル。
「CD+DVD」と「CD」の二つのパッケージがあり、それぞれジャケットが異なる。
2006年4月12日付のオリコン週間シングルランキングで初登場11位を記録した。
なお、本作リリースから約9ヶ月後、J SOUL BROTHERSに加入（2009年にEXILEと吸収合併）したうえに、ソロ名義でのリリースが無いため、本作がソロ名義での唯一の作品となった。

## 収録曲

### CD
1. 追伸 [4:10]
作詞：秋元康 / 作曲：BOUNCEBACK / 編曲：U-SKE
テレビ朝日系『三竹占い』エンディング・テーマ
2. Brand-new day [4:05]
作詞：秋元康 / 作曲：ATSUSHI / 編曲：春川仁志
作曲を担当したEXILE ATSUSHIがコーラスでも参加している。
3. 追伸 〜CM Version〜 [3:41]
作詞：秋元康 / 作曲：BOUNCEBACK / 編曲：U-SKE
郵政公社CMソング
4. 追伸 (Instrumental) [4:10]
5. Brand-new day (Instrumental) [4:05]
6. 追伸 〜CM Version〜 (Instrumental) [3:41]

### DVD
1. 追伸 (Video Clip)

## 収録アルバム
- オムニバス「STARZ BEST '06-'07」